# Isoetes nigritiana
Isoetes nigritiana är en kärlväxtart som beskrevs av Addison Brown. Isoetes nigritiana ingår i släktet braxengräs, och familjen Isoetaceae. Inga underarter finns listade i Catalogue of Life.